# LXXI Korpus Armijny (III Rzesza)
LXXI Korpus Armijny (niem. LXXI. Armeekorps) – jeden z niemieckich korpusów armijnych, stacjonujący w okupowanej Norwegii.  
Utworzony 1 marca 1941 roku w Norwegii za sztabu Odcina Północna Norwegia jako LXXI Dowództwo Korpusu. W dniu 26 stycznia 1943 roku został przemianowany na LXXI Korpus Armijny. Stacjonował w Norwegii pełniąc rolę siły okupacyjnej aż do kapitulacji w 1945 roku. 

## Dowódcy korpusu
- gen. por.  Willi Moser ( do 15.12.1944)
- gen. por. Anton Reichard Freiherr von Mauchenheim von Bechtolsheim (do kapitulacji)[2]

## Struktura organizacyjna
Skład w lipcu 1943 roku
- 199 Dywizja Piechoty
- 230 Dywizja Piechoty
- 270 Dywizja Piechoty

Skład we wrześniu 1944 roku
- 199 Dywizja Piechoty
- 230 Dywizja Piechoty
- 270 Dywizja Piechoty

Skład w marcu 1945 roku
- 7 Dywizja Górska
- 210 Dywizja Piechoty
- 230 Dywizja Piechoty
- 503 Brygada Grenadierów
- 139 Brygada Piechoty Górskiej
- Brygada Twierdzy Lofoty